# أندرسون بيكو
أندرسون بيكو (بالبرتغالية: Ânderson Pico‏) (4 نوفمبر 1988 ببورتو أليغري في البرازيل - ) هو لاعب كرة قدم برازيلي في مركز الدفاع. لعب مع غريميو بورتو أليغرينزي ونادي برازيليا ونادي جوفنتودي ونادي دنيبرو دنيبروبتروفسك ونادي شابيكوينسي ونادي فلامنغو ونادي فيغورينسي وEsporte Clube São José ‏ وSociedade Esportiva e Recreativa Santo Ângelo ‏ ونادي نوفو هامبورغو.

## روابط خارجية
- أندرسون بيكو على موقع اتحاد أوكرانيا (الإنجليزية)
- أندرسون بيكو على موقع قاعدة بيانات كرة القدم.إي يو (الإنجليزية)
- أندرسون بيكو على موقع Soccerway.com (الإنجليزية)